# Bye Bye Love (песня The Cars)
Bye Bye Love (с англ. — «Прощай, Прощай Любовь») — песня американской рок-группы The Cars, седьмой трек с альбома The Cars. Она была написана Риком Окасеком и спета басистом Бенджамином Орром.

## О песне
"Bye Bye Love" — одна из старейших песен The Cars, датируемая серединой 1970-х годов. Песня была впервые исполнена и записана в качестве демо-версии группой Cap'n Swing, участниками которой были Окасек, Орр и гитарист Эллиот Истон. В этой ранней версии повторяющаяся тема клавиатуры между текстами стихов значительно отличалась.
Позже песня была возрождена и появилась на альбоме The Cars в 1978 году. Хотя песня не была выпущена в качестве сингла, она регулярно транслировалась с момента выхода альбома.

## Приём
Критик Rolling Stone Кит Рахлис сказал в своём обзоре The Cars, что "песни ощетиниваются и, в их более резких, более угловатых моментах ("Bye Bye Love", "Don’t Cha Stop"), кричат". Джейми Уэлтон, автор 1001 Albums You Must Hear Before You Die, описал трек как "любимый фанатами", похвалив Эллиота Истона как "невоспетого героя, начиняющего такие песни, как "Bye Bye Love", потрясающе хорошими начинками". Критик AllMusic Грег Прато назвал её одной из "менее известных композиций, [которые] так же волнительны", как "знакомые хиты" у The Cars.

## Участники записи
- Рик Окасек — вокал, ритм-гитара
- Бенджамин Орр — бас-гитара, бэк-вокал
- Эллиот Истон — соло-гитара, бэк-вокал
- Дэвид Робинсон — ударные, перкуссия, бэк-вокал
- Грег Хоукс — клавишные, перкуссия, бэк-вокал